# Los Llanos de Aridane
Los Llanos de Aridane is een gemeente op het Canarische eiland La Palma in de Spaanse provincie Santa Cruz de Tenerife  met een oppervlakte van 36 km². Los Llanos telt 20.043 inwoners (1 januari 2016). De gemeente is qua aantal inwoners de grootste van het eiland, de stadskern van de hoofdstad Santa Cruz is echter groter dan die van Los Llanos.

## Geografie

### Kernen
De gemeente omvat de volgende dorpen (inwoneraantal tussen haakjes indien bekend):
- Argual (2.609)
- El Remo
- El Roque
- Jedey
- La Laguna (1.576)
- Las Manchas (gedeeltelijk in El Paso) (881)
- Los Barros (2.156)
- Los Llanos de Aridane (3.533)
- Montaña Tenisca (2.562)
- Puerto Naos (877)
- Retamar (2.436)
- Tajuya (738)
- Todoque (1.371 grotendeels verwoest bij vulkaanuitbarsting van 2021)
- Triana (1.786)

## Demografische ontwikkeling
Bron: INE; 1857-2011: volkstellingen
Opm.: In 1930 werd Tazacorte een zelfstandige gemeente
Argual · El Remo · El Roque · Jedey · La Laguna · Las Manchas · Los Barros · Los Llanos de Aridane · Montaña Tenisca · Puerto Naos · Retamar · Todoque · Triana
Barlovento · Breña Alta · Breña Baja · Fuencaliente de La Palma · Garafía · Los Llanos de Aridane · El Paso · Puntagorda · Puntallana · San Andrés y Sauces · Santa Cruz de La Palma · Tazacorte · Tijarafe · Villa de Mazo